# Al-Shorta SC (Damasco)
El Al-Shorta SC es un equipo de fútbol de Siria que juega en la Liga Premier de Siria, la liga de fútbol más importante del país.
Fue fundado en la capital Damasco y es el equipo que representa a la Policía del país. Ha sido campeón de Liga en tres ocasiones con tres subcampeonatos; también ha ganado el torneo de copa cuatro veces.
A nivel internacional ha participado en dos torneos continentales, la primera fue en la Copa de la AFC del año 2012, siendo eliminado en octavos de final por el Home United FC de Singapur.

## Palmarés
- Syrian League: 3

1980, 2011, 2012
- Copa de Siria: 4

1967, 1968, 1980, 1981

## Participación en competiciones de la AFC
- Copa de la AFC: 2 apariciones

2012 - Octavos de final
2013 -

## Jugadores destacados
| - Alexandre Torrezan - Fabio Marinho - Gilson Tussi - Geílson - Leonardo - Maxwell - Amer Al Abtah - Dorel Stoica - Firas Al Ali - Hamdi Al Masri - Mahmoud Karkar | - Fadi Beko - Mohamad Daas - Ahmad Deeb - Ali Diab - Mahmoud Karkar - Zaher Midani - Ahmad Omaier - Raja Rafe - Taha Dyab - Anas Sari |